# IX Правительство Азербайджана
IX Правительство Азербайджана — сформированный состав Кабинета Министров Азербайджанской Республики после внеочередных президентских выборов, состоявшихся 7 февраля 2024 года. После церемонии присяги Ильхам Алиева, в пятый раз победившего на президентских выборах, 14 февраля 2024 года Кабинет Министров был распущен, а его реализация возложена на прежний состав Кабинета Министров до нового состава. 16 февраля новый состав был утвержден.

## Состав правительства

### Премьер-министр и его заместители
| Должность                         | Ф.И.О.                       | Начало полномочий | Конец полномочий | Партия | Партия                |
| --------------------------------- | ---------------------------- | ----------------- | ---------------- | ------ | --------------------- |
| Премьер-министр и его заместители |                              |                   |                  |        |                       |
| Премьер-министр                   | Асадов Али Идаят оглы        | 16 февраля 2024   | в должности      |        | Новый Азербайджан YAP |
| Первый вице-премьер-министр       | Эюбов Ягуб Абдулла оглы      | 16 февраля 2024   | в должности      |        | Новый Азербайджан YAP |
| Заместитель премьер-министра      | Ахмедов Али Джавад оглы      | 16 ФЕВРАЛЯ 2024   | 23 сентября 2024 |        | Новый Азербайджан YAP |
| Заместитель премьер-министра      | Шарифов Самир Рауф оглы      | 10 yanvar 2025    | в должности      |        | Беспартийный          |
| Заместитель премьер-министра      | Мустафаев Шахин Абдулла оглы | 16 fevral 2024    | в должности      |        | Новый Азербайджан YAP |

### Министры
| Должность                                   | Ф.И.О.                       | Начало полнлмичий    | Конец полномочий | Партия | Партия                  |
| ------------------------------------------- | ---------------------------- | -------------------- | ---------------- | ------ | ----------------------- |
| Министры Азербайджана                       |                              |                      |                  |        |                         |
| Министр внутренних дел                      | Эйвазов Вилаят Сулейман оглы | 16 февраля 2024      | В должности      |        | Беспартийный            |
| Министр экологии и природных ресурсов       | Бабаев, Мухтар Бахадур оглы  | 16 февраля 2024      | В должности      |        | Новый Азербайджан (YAP) |
| Министр науки и образования                 | Амруллаев Эмин Эльдар оглу   | 16 fevral 2024       | В должности      |        | Беспартийный            |
| Министр энергетики                          | Шахбазов Парвиз Октай оглы   | 16 февраля 2024      | В должности      |        | Беспартийный            |
| Министр юстиции                             | Джафаров Азер (и. о.)        | 16 Февраля 2024 2024 | 27 февраля 2024  |        | Беспартийный            |
| Министр юстиции                             | Ахмедов Фарид Тураб оглы     | 27 февраля 2024      | В должности      |        | Беспартийный            |
| Министр труда и социальной защиты населения | Сахиль Бабаев                | 16 февраля 2024      | В должности      |        | Новый Азербайджан YAP   |
| Министр по чрезвычайным ситуациям           | Кямаледдин Гейдаров          | 16 февраля 2024      | В должности      |        | Беспартийный            |
| Министр молодежи и спорта                   | Гаибов Фарид Фазиль оглы     | 16 февраля 2024      | В должности      |        | Беспартийный            |
| Министр иностранных дел                     | Байрамов Джейхун Азиз оглы   | 16 Февраля 2024      | В должности      |        | Беспартийный            |
| Министр экономики                           | Джаббаров Микаил Чингиз оглы | 16 февраля 2024      | В должности      |        | Беспартийный            |
| Министр сельского хозяйства                 | Мамедов Меджнун Гадир оглу   | 16 февраля 2024      | В должности      |        | Беспартийный            |
| Министр финансов                            | Шарифов Самир Рауф оглы      | 16 февраля 2024      | 10 января 2025   |        | Беспартийный            |
| Министр культуры                            | Керимли Адиль Габиль оглы    | 16 февраля 2024      | В должности      |        | Беспартийный            |
| Министр обороны                             | Гасанов Закир Аскер оглы     | 16 февраля 2024      | В должности      |        | Беспартийный            |
| Министр оборонной промышленности            | Мустафаев Вугар Валех оглы   | 16 февраля 2024      | В должности      |        | Беспартийный            |
| Министр цифрового развития и транспорта     | Набиев Рашад Наби оглу       | 16 февраля 2024      | В должности      |        | Беспартийный            |
| Министр здравоохранения                     | Мусаев Теймур                | 16 февраля 2024      | В должности      |        | Беспартийный            |

### Руководители комитетов, служб, агентств и отделов
| Должность                                                                           | Ф.И.О.                        | Начало полномочий | Конец полномочий | Партия | Партия            |
| ----------------------------------------------------------------------------------- | ----------------------------- | ----------------- | ---------------- | ------ | ----------------- |
| Руководители комитетов, служб, агентств и отделов                                   |                               |                   |                  |        |                   |
| Председатель Государственного комитета по проблемам семьи, женщин и детей           | Мурадова, Бахар Аваз кызы     | 16 февраля 2024   | В должности      |        | Новый Азербайджан |
| Председатель Государственного комитета по работе с диаспорой                        | Мурадов Фуад Рауф оглы        | 16 февраля 2024   | В должности      |        | Беспартийный      |
| Председатель Государственного комитета по работе с религиозными учреждениями        | Сайяд Аран                    | 16 февраля 2024   | 8 апреля 2024    |        | Новый Азербайджан |
| Председатель Государственного комитета по работе с религиозными учреждениями        | Мамедов Рамин Алемшах оглы    | 8 апреля 2024     | В должности      |        | Новый Азербайджан |
| Глава Государственного таможенного комитета                                         | Багиров Шахин Солтан оглы     | 16 февраля 2024   | В должности      |        | Беспартийный      |
| Глава Государственной пограничной службы                                            | Гулиев Эльчин Исага оглы      | 16 февраля 2024   | В должности      |        | Беспартийный      |
| Председатель Государственного комитета по статистикеi                               | Будагов Таир Ягуб оглы        | 16 февраля 2024   | В должности      |        | Новый Азербайджан |
| Председатель Государственного комитета по градостроительству и архитектуре          | Анар Гулиев                   | 16 февраля 2024   | В должности      |        | Беспартийный      |
| Председатель Государственного комитета по делам беженцев и вынужденных переселенцев | Рзаев Ровшан Шукюр оглы       | 16 Февраля 2024   | В должности      |        | Беспартийный      |
| Глава Государственной миграционной службы                                           | Гусейнов Вусал Афган оглы     | 16 февраля 2024   | В должности      |        | Новый Азербайджан |
| Глава Службы государственной безопасности                                           | Нагиев Али Наги оглы          | 16 fevral 2024    | В должности      |        | Беспартийный      |
| Глава Службы внешней разведки                                                       | Султанов Орхан Седьяр оглы    | 16 февраля 2024   | В должности      |        | Беспартийный      |
| Глава Государственной службы по мобилизации и воинской повинности                   | Ибрагимов Мурсал Горхмаз оглы | 16 февраля 2024   | В должности      |        | Беспартийный      |
| Председатель Агентства водных ресурсов                                              | Микаилов Заур Рауф оглы       | 16 февраля 2024   | В должности      |        | Беспартийный      |
| Председатель Государственного агентства по туризму                                  | Нагиев Фуад Гумбат оглы       | 16 февраля 2024   | В должности      |        | Беспартийный      |
| Председатель Агентства пищевой безопасности                                         | Тахмазли Гошгар Илахи оглы    | 16 февраля 2024   | В должности      |        | Беспартийный      |
| Руководитель Национального архивного управления                                     | Расулов Аскер Адиль оглы      | 16 февраля 2024   | В должности      |        | Беспартийный      |